# El Palmar de San Antonio
El Palmar de San Antonio är en ort i Mexiko.   Den ligger i kommunen El Limón och delstaten Jalisco, i den södra delen av landet, 500 km väster om huvudstaden Mexico City. El Palmar de San Antonio ligger 911 meter över havet och antalet invånare är 234.
Terrängen runt El Palmar de San Antonio är kuperad. Runt El Palmar de San Antonio är det ganska glesbefolkat, med 21 invånare per kvadratkilometer. Närmaste större samhälle är San Gabriel, 14,4 km söder om El Palmar de San Antonio. I omgivningarna runt El Palmar de San Antonio växer huvudsakligen savannskog.